# Jevgenij Kafelnikov
Jevgenij Aleksandrovitj Kafelnikov, (ryska: Евгений Александрович Кафельников), född 18 februari 1974 i Sotji, är en rysk högerhänt tidigare professionell tennisspelare.

## Karriär
Jevgenij Kafelnikov blev professionell spelare 1992 och nådde sin första stora framgång året efter då han besegrade topp-tio-spelaren Michael Stich på vägen fram till kvartsfinal i storturneringen i Barcelona. År 1994 vann han turneringen i Adelaide efter att i den första helryska finalen under den öppna eran besegrat Aleksandr Volkov.
Ett år senare gick Kafelnikov till kvartsfinal i Franska Öppna och 1996 gick han hela vägen i både singel och dubbel efter att i singelfinalen besegrat Michael Stich med 7-6, 7-5, 7-6.
I finalen i Australian Open 1999 ställdes Kafelnikov mot Thomas Enqvist, och avgick med segern i fyra set. Därmed tog Kafelnikov sin andra Grand Slamtitel. Han nådde även final ett år senare, men förlorade då mot Andre Agassi. Den 3 maj samma år rankades Kafelnikov som världsetta för första gången.
År 2000 vann Kafelnikov ett OS-guld för Ryssland då han vann den olympiska tennisturneringen efter finalseger mot tysken Tommy Haas.
Jevgenij Kafelnikov var en stark bidragande orsak till att Ryssland vann Davis Cup 2003. I semifinalen mot Argentina mötte han Gaston Gaudio och vann i en femsetare. Sedan spelade han historiens längsta dubbelmatch i Davis Cup, då han i par med Marat Safin förlorade efter 6 timmar och 20 minuter. Ryssland vann matchen med 3-2, och finalen mot Frankrike med samma siffror.
Mot slutet av sin karriär var Kafelnikov mest framgångsrik i dubbel och erövrade sin tredje Franska Öppna-titel i dubbel 2002, följt av en finalplats året efter.
Kafelnikov vann under sin karriär (1992–2003) sammanlagt 26 singeltitlar och 27 dubbeltitlar. Han är den framgångsrikaste ryssen i tennishistorien, tätt följd av Marat Safin.

## Spelaren och personen
Jevgenij Kafelnikov var under hela sin karriär omgärdad av dopnings- och läggmatchrykten, till följd av sina onormalt många sortier i de första omgångarna blandat med bländade spel och Grand Slam-segrar. Han har även påståtts haft kontakter med den ryska maffian.
I en match i Lyon 2003 ställdes Kafelnikov mot spanjoren Fernando Vicente, som hade förlorat sina 12 senaste matcher. Kafelnikov var skyhög favorit. Men spelbolagen registrerade att enorma summor pengar hade spelats på att spanjoren skulle vinna, och stoppade spelandet på matchen. Själva matchen vann spanjoren komfortabelt med 6-2, 6-3, vilket i sig var en praktsensation. Kafelnikov misstänktes för att ha förlorat med flit, gjort en s.k. läggmatch. Det hittades dock inga bevis för detta. Kafelnikov slutade med professionell tennis endast några veckor senare.
Efter det har Kafelnikov spelat poker professionellt, och han nådde framgångar i World Series of Poker 2005.

## Grand Slam-finaler, singel

### Titlar (2)
| År   | Mästerskap        | Finalmotståndare | Setsiffror            |
| 1996 | Franska öppna     | Michael Stich    | 7-6(4), 7-5, 7-6(4)   |
| 1999 | Australiska öppna | Thomas Enqvist   | 4-6, 6-0, 6-3, 7-6(1) |

### Finalförluster (1)
| År   | Mästerskap        | Finalmotståndare | Setsiffror         |
| 2000 | Australiska öppna | Andre Agassi     | 3-6, 6-3, 6-2, 6-4 |